# وسترین
وسترین (به هلندی: Zwaagwesteinde) یک منطقهٔ مسکونی در هلند است که در دانتومادیل واقع شده‌است. وسترین ۵٬۰۰۰ نفر جمعیت دارد.